# 竹若拓磨
竹若 拓磨（たけわか たくま、1971年3月22日 - ）は、日本の声優、舞台俳優。テアトル・エコー所属。福岡県出身。

## 経歴

### 生い立ち
小さい頃は積極性と引っ込み思案を両方持った子供だったといい、親族などの人前でモノマネをすることが好きだったが、人見知りなところもあった。一番はドリフで、小さい頃から加藤茶のモノマネが好きだった。アニメや特撮もの、戦隊ものは人並みに見ていた。
中学時代は映画が好きになり、テレビで放送されていた映画を夢中で見ていた。好きなジャンルはジャッキー・チェンなどのアクション映画。ジャッキー・チェン、『ロッキー』などの映画はテレビで見たのが最初だったため、吹き替えの方の印象が強いが、吹き替えも字幕も両方好きだという。
一方、当時は演劇自体には興味がなく、学校に劇団の関係者が来て演劇をすることもあったが、そういった行事も観ていなかった。
高校進学時は決められた地域内で、実力に見合ったところに決めた。この時は結構勉強していたが、自分の未来、将来を見据えてといった感じは全くなく、遊んでばかりいたという。
高校1年生の頃にテレビで放送されていた映画『アマデウス』の吹き替え版を見てから映画監督に憧れるようになった。しかしなりたい職業はその時々変わっていたため、そこまで強い想いはなく、文集などでも一度も「役者になりたい」とは書いたことはなかったという。
表には出さなかったが、役者という具体的なものではなかったものの、表現したいという思いは心のどこかに隅の方にはあったという。ただしそれをどういう方向でどういう風に出したらいいのかわからず、うだうだしていた感じだったという。周囲にそういうことをしていた人物も全くおらず、口に出すのも恥ずかしく、それを表現する術も無知だった。しかし小さい頃から、漠然と「自分は普通の勤め人にはならないだろうな」とは感じていた。
友人同士でもそういったことはあまり話しておらず、絵が好きな人物、バンドをしていた人物もいたが、彼らとは何となくつるんでいた感じだった。しかし「いつか東京へ」という思いもあったため、「一回東京を見よう」と思い、高校時代に東京都に遊びに来たことがあった。当時は、「東京も福岡も変わらないじゃん」という印象を受けていた。大学への進学も、上京という選択肢は考えておらず、その当時はまだ演劇をしているというのは想像もできない時期だったという。その頃も映画を観るのは変わらず好きであったが、テレビドラマには全く興味がなく、映画ばかり見ていた。もしその当時テレビドラマを見ていたら、のちのち役者になってテレビに出たいと考えていたかもしれないが、見ていたのは外国映画ばかりだったため、「具体的なビジョンを描けなかったのだ」と思った。
大学は経済学部に進学。しかし大学に行っても何をしていいのか分からず、1年目は大学に行ったり行かなかったりして単位をかなり落としていた。「大学を辞めてこの中から早く抜け出したい」と思っており、精神的に苦しかった時期だった。しかし「大学を辞めたら親に何されるかわからない」と踏みとどまり、辞めずに通っていた。また、大学を辞めてから先のことも決まっておらず、踏ん切りがつかなかったというのもあった。
漠然と、「やっぱり映画関係の仕事に就きたい」とは思っていたが、その頃も具体的には描けなかった。演劇やバンドをして表現をしている友人、知り合いもいたが、「よくやるな」ぐらいにしか思っていなかったという。通っていた学部には留年が無く、単位がとれないと卒業できなくなるシステムだったため、大学4年生の時は単位を取るのに必死だった。「ここまできたらやっぱり卒業しよう」と思い、毎日大学に通っていた。
就職活動のセミナーにも行っていたが、途中で止めてドロップアウト。卒業はできたが、後に「単位が足りなくて卒業できない」という夢を見たりしているという。途中で就職活動を止めたというのは、言い出せなかったが、髪を伸ばしていたため、両親も感づき一度少しぶつかったことがあった。しかし普通の就職はどうしても考えられなかったという。その後は「どうすればいいんだろう」と考えた結果、「だったら自分にやりたいことに近いということで、その後も広がりがもてるようなことをしよう」、「映画監督といってもすぐには無理だし、まして助監督も難しそう…」、「でも、そこに出演する側なら…」と思い付いたのが劇団だったという。
芝居については、やれそうなことの中で映画関係に一番近いような気がしていたという。しかし芝居自体は見たことがなかったため、その頃、福岡に来ていた芝居を観に行っていたが、ピンと来なず、福岡の劇団も何カ所か観に行っていたが、それも同じで、「こうなったら、東京しかない」と思い、上京することには迷いはなくなったという。
大学卒業前には劇団を受けようと、演劇系雑誌、オーディション系の雑誌を集めて、色々見ていた。演劇未経験ということもあり、コメディー要素の強い劇団系のところを探し、のちに所属することになるテアトル・エコーを見つけた。真面目でもなく少しおちゃらけていたため、「コメディーをしている劇団だったら楽しそうだな」、「色々な意味で広がりがありそうでいいのではないか」と思ったという。
大学卒業前に試験を受けていたため、会場がある東京に行くことになって両親、妹にも「ちょっと東京に行ってくる」と伝えて詳しいことを一切言わなかったという。千葉県の友人の家に泊めさせてくれたため、その友人には事情を話していたが、あとは、誰にも内緒であった。
テアトル・エコーの養成所の入所試験は劇団のため、演劇部出身のような女の子がおり、控え室で発声練習などを思いっきりしており、かなり圧倒されていた。その時の試験官は、当時のテアトル・エコーの所長の槐柳二。槐が試験を取り仕切ってくれていたが、とてもざっくばらんで、その感じの良さにとても惹かれていた。人前で初めて演技を経験したことになるが、開き直しなんとか試験はこなし「とにかくやっちゃえ」という感じであった。朗読の時に、「もっとゆっくり読みなさい」と指摘されたが、歌は自由曲だったため、カラオケでよく歌っていた曲のポール・アンカの『ダイアナ』を歌っていた。カラオケとは違うため、歌い出しには迷っていたが、歌い切り、歌はまだよかったという。それまで悶々としており、表現の道に踏み出せなかったため、「ここで出さなきゃ終わる」と思ったのかもしれず、周囲は知らない人物ばかりで、開き直るしかなかった。自信のなさと同時に、どこかで自分にはそういう素養があるともかすかに思っているわけであったことから、そこにしがみついていたという。
養成所に合格した時は両親には告げていなかったことから「どうしようか」と思っていたという。当初は父には話しづらかったため、母から話していたところ母から父に伝わった。なお、父も「息子はサラリーマンにならないだろう」と薄々思っていたようであり、「今の年齢ならまだ夢も持てるし、いいんじゃないか」と認めてもらったという。

### 養成所時代
上京してからの演技のレッスンを受けた時は辞めようと思っていた。演技実習などで演技をする時に、周囲の皆は平気で日常的に演じていたが、それが竹若にはおかしく、1人で吹き出しそうになるのをこらえていたという。当時、歌、ダンス、朗読ならまだしも、演技のレッスンが竹若には鬼門だった。芝居の世界に入っていけないのが原因だったが、手先で演技をしていた。しかし精神的に路頭に迷ってしまったことから辞めるわけにもいけず、上京して表現の道に踏み出したというのは、竹若にとって最後の支えであり、手放すわけがなく「多少つらいことがあろうが、乗り切るしかないな」と思い、踏ん張っていた。歌に関しては多少音感がよかったせいもあり、少し自信があったという。しかしアクセントが問題で、福岡出身のため訛りがあり、そのアクセントが気になり演技に集中できないということもあった。アクセント辞典を買ってひたすら直したり、友人に指摘してもらったりもしていた。アクセント直しはかなりかかり、劇団に入団後もまだ少し出ており、2009年時点も出てしまうことがあるという。
東京に来てから多くの劇団の芝居をたくさん見たことが転機になったといい、劇団に入団してからは、アルバイトをしながら少ないお金をやりくりして色々な舞台を見ており、「演劇って面白いんだな」と思うようになった。のちに所属することになるテアトル・エコーの舞台を養成所に入所してから一番最初に見ていたところ、その芝居が自分にやりたいことに近く凄く面白く、当時はこの劇団に入ろうとまでは思ってはいなかったが、「こんな芝居をしてみたい」と思ったという。
養成所の1年目の最後の修了公演でフランスの作品の主役同然の役を演じていた。その時はひどい出来だったため、皆からも責められ、周囲まで指摘されて打ちのめされており、演じても違和感を持っていたことから「認めざるを得ないくらいダメだった」と自覚していた。入り込めず、自分の中で色々なものがバラバラな感じであった。女性の演出の人物だったが、厳しく、露骨に怒られて、その時は大分落ち込んでいた。自主練習も含めて毎日のように養成所に通い、講演を終えた後の査定に通って2年目に進む。修了公演での敗北感もあったため、合宿に行く前に当たりそうな役を2役選んで、死ぬほど読み込んでいき、全て暗記している感じだった。考えられることは、ありとあらゆることを想定して、合宿に臨み、読み込んでいった役について初めて稽古もうまくしている実感が掴めたという。講師にも褒められ、このことがきっかけで役者をプロとして目指した。
テアトル・エコー附属養成所19期生。養成所は夜間部に入っていた。
養成所で一番大事であったこととは技術的には、この2年間で何も手に入れられていない気がしていた。その代わりに、「アタックしよう」という気持ちは育てられたと語る。嫌いだから苦手たからなどではなく、とりあえず行くような感じであった。技術がどうこうと考えられるようになったのは、劇団に入団して何年か経ってからであった。色々なことで追い詰められていたが、他に逃げ場はなく、少々自分に合わないことがあったにせよ、向き合うしかなかったという。

### キャリア
養成所卒業時の査定で卒業公演の舞台が今までしていた中では「一番自分に向いている」と思った芝居で査定には大きく影響したような気がしていた。その公演は、卒業生が3作品の中で振り分けられるが、自分がやりたいと思っていたものに振り分けられ、合宿の時と同じ先生で、好条件も重なり、自分の中でやりきった感があった。卒業公演であったため、未来のことは気になったが、本番が近づくにつれ、芝居の時は、この芝居だけに専念しようと、雑念は取り払われていった。「未来も何も、とりあえずこの本番をどうにかできなければ、その次も何もないだろう」と思いながら、芝居に夢中になっていた。終えた後は、「自分は劇団に残れるかも」という手応えはあったという。
1995年3月9日よりテアトル・エコーに入団。見事合格し劇団に所属されてからは養成所と違いレッスンがあるわけではないことから、かなり放っとかれた。ただしひたすら仕事を待つばかりという感じで当初は居心地がよかった。今まではどこにも居場所がなかったが、所属できたことで、居場所ができたというわけであった。このことを、ここからが恐ろしいが、この時は想像できなかったという。
初めは、劇団の公演にも手伝いに行くという形だった。そうするとアルバイトの時間も思うように取れなくなり、それまでのアルバイトも辞めた。養成所時代よりかえって貧乏になり、このままではお金が入ってこないことから、短時間で稼げ時間に融通が利くような力仕事のアルバイトに切り替えた。
徐々に劇団の公演に出演できるようになったが、それまでは不安だったという。知り合い、先輩に声をかけてもらった舞台に出演させてらっていた。出演料は全くでないが、片っ端から出てそれにすがりついていたような気がしており、お金はどうでもいいから、自分が役者として活動していないと不安で仕方がなかったという。ジャンル的にはあまり好きではないような芝居も、関係なく出演していた。この時経験して「芝居って、肉体に染み付いていくものかな」と感じていた。下手な鉄砲も数撃ちゃ何とやらで、「どんなことも経験なんだ」と肌で感じていた。ジャンルにはこだわっておらず、映画でもテレビでも舞台でも何でもよかったという。あんなに嫌いだった芝居も、だんだんと好きになっていくのが分かり、自分の目標ができたからかもしれないという。
印象に残った芝居は「すごいな」と思う舞台にたくさん出会えたことから、たくさんあるが、観ていた舞台で、とある外国の演出家がしていたシェイクスピアの『真夏の夜の夢』。その時はイメージしていた『真夏の夜の夢』と真逆の演出で、とてもブラックな感じで、「こんな作り方もあるんだな」と感銘を受けていたという。
初仕事は、あまり覚えていないと語る。声優としての初仕事は宮崎駿作のラジオドラマ『甲鉄の意気地』の兵隊役。劇団だから、マイク前のレッスンなどは1回ぐらいしかなく、少し戸惑っていた。その時の収録は、そんなに分量もなく、号令などをかけている程度だったため、その雰囲気だけで「楽しいな」と思っていた。
役者を辞めようと思ったことはなく、「役者をやろう」と思ってからは、「他のことをやろう」とも思ったこともなかった。仕事で苦労されたのは声の仕事からつまずいてしまい、どう表現していいかわからなかった。始めのうちは、何パターンか自分で考えていき、それを試していた感じであった。しかしそれも浅はさかなことであり、変えているつもりが、変わっていなかったりすることから、収録の場所にいるだけでいっぱいいっぱいであったという。
2009年時点でも体が勝手に動いてしまい、距離感がわからず、隣の人物の台本に手が当たってしまうぐらいあまりにもひどかったと語る。それ以外でもわからないことだらけで、収録の度に問題が発生していたという。

### 闘病
2009年時点では役にもよるが、アニメーションが演じていて楽しいためたくさんの作品に出演してみたかったといい、映画はカット割りが激しくそのチェック意外と大変だったりすることから昔の映画の吹き替えをしてみたかったという。その時に「テンポのゆっくりした作品をじっくりと演じてみたい」と語っていたが、2009年4月10日、脳動静脈奇形による脳内出血で入院し、手術を受ける。9月には退院し、リハビリ生活へ。

## 人物
方言は博多弁。
舞台、吹き替え、アニメなどに出演している。
小学生の時から道場で剣道を習っていたため、中学生の頃は剣道部、大学時代はバレーボールサークルに所属していた。
コンビニ、引っ越し作業、プールの監視員、印刷会社といった色々なアルバイトを経験しており、貯めたお金は映画を見たりすることに使っていた。試写会にも行っており、少しでもお金を浮かせるために、試写会のプレゼントコーナーにハガキで応募していたが、これが思いの他よく当たり、学校帰りに行っていた。
2009年時点で公演などは、妹は観に来てくれたことはあったが、両親はいまだに観に来たことはないという。
趣味は女性ファッション雑誌を読むこと、バイク、自転車。

## 代役・後任
竹若の降板後、持ち役を引き継いだ人物は以下の通り。
| 後任       | 役名                                               | 作品                  | 後任の初出演                    |
| ---------- | -------------------------------------------------- | --------------------- | ------------------------------- |
| 阪口周平   | エリック・デルコ                                   | 『CSI:マイアミ』      | シーズン7                       |
| 阪口周平   | ピーター・ペトレリ                                 | 『HEROES/ヒーローズ』 | シーズン3第48話                 |
| 阪口周平   | デービッド・コナー                                 | 『ダメージ』          | シーズン2                       |
| 諏訪部順一 | 氷峨泉                                             | 『セキレイ』          | 『セキレイ〜Pure Engagement〜』 |
| 福田賢二   | デビッド・ガブリエル                               | 『クローザー』        | シーズン4                       |
| 落合弘治   | カーター・ベイゼン                                 | 『ゴシップガール』    | シーズン3                       |
| 角田雄二郎 | ロバート・バルボア・ジュニア（ロッキー・ジュニア） | 『ロッキー』          | 『クリード 炎の宿敵』           |

## 出演
太字はメインキャラクター。

### テレビアニメ
1996年
- 逮捕しちゃうぞ（ティンバーウルフ）

1997年
- YAT安心!宇宙旅行（警備員、客）

1999年
- 今、そこにいる僕（兵士、村人B）
- キョロちゃん（1999年 - 2001年、ローガン秘書、ガングロ団手下、付き人b、AD、卵泥棒、タナカ回答者 他）
- 金田一少年の事件簿（萬屋透、横光洋二）

2001年
- 旋風の用心棒（田野倉運転手、警官）
- ゴーゴー五つ子ら・ん・ど（松林ミキオ）

2002年
- Witch Hunter ROBIN（亜門）
- GetBackers-奪還屋-（霧人）

2003年
- ウルトラマニアック（セバスチャン）
- 出撃!マシンロボレスキュー（2003年 - 2004年、ジェットロボ / ハイパージェットロボ、シャトルロボ / ハイパーシャトルロボ、ヤセ男）
- ヒートガイジェイ（青年将校C）
- 無限戦記ポトリス（クロスダーガ）
- ルパン三世 お宝返却大作戦!!

2004年
- 陰陽大戦記（2004年 - 2005年、大神マサオミ）
- KURAU Phantom Memory（ゴウ）
- 攻殻機動隊 S.A.C. 2nd GIG（公安刑事）
- 爆裂天使（リャン、謎の男）

2005年
- CLUSTER EDGE（ガードマン）
- JINKI:EXTEND（小河原両兵）
- トリニティ・ブラッド（ティグリス公スレイマン）
- ハチミツとクローバー（森田馨）

2006年
- うっかりペネロペ（ニコラ）
- ハチミツとクローバーII（森田馨）

2007年
- アイドルマスター XENOGLOSSIA（朔響）
- 英國戀物語エマ 第二幕（ランディ）
- 結界師（監視者）
- 精霊の守り人（ギョプサル）
- ドラゴノーツ -ザ・レゾナンス-（ライナ・クロムウェル）

2008年
- スレイヤーズREVOLUTION（犬顔の魔道士フラン）
- セキレイ（氷峨泉）
- PERSONA -trinity soul-（神郷慈）

2009年
- 黒神 The Animation（征司）
- 夏のあらし!（店長）
- Phantom 〜Requiem for the Phantom〜（アントン・クロード）

### 劇場版アニメ
- スカイ・クロラ The Sky Crawlers（2008年、篠田虚雪）

### OVA
- 旅館白鷺（2003年 - 2004年、水鷺健司） - 18禁作品

### Webアニメ
- 幕末機関説 いろはにほへと（2006年、沖田総司）

### ゲーム
- 白中探険部（2003年、益屋譲二）
- 召しませ浪漫茶房（2004年、葛生瑣已[17]）
- うるるんクエスト恋遊記（2005年、紫苑）
- 機動戦士ガンダム クライマックスU.C.（2006年、エイギス・ヴェラクルス）
- ゴッド・オブ・ウォーII 終焉への序曲（2007年、ペルセウス）
- 侍道3（2008年、主人公〈青年〉）

### ドラマCD
- 創竜伝（大学生）
- 赤の神紋（2002年 - 2005年、連城響生） - 全3枚
- 召しませ浪漫茶房 オリジナルドラマ＆サウンドトラック（2004年、葛生瑣已[18]）
- 陰陽大戦記 スペシャルサウンドトラック 虎の巻 / スペシャルサウンドトラック2 龍の巻（2005年、大神マサオミ）
- GetBackers-奪還屋- 永遠の絆を奪り還せ！編I〜Beast Howling〜（2005年、霧人）
- スレイヤーズVSオーフェン〜史上最悪の邂逅〜（2005年、キース・ロイヤル）

### 吹き替え

#### 担当俳優
トム・ウェリング
- ザ・フォッグ（ニック・キャッスル）
- 12人のパパ（チャーリー・ベイカー）
- 12人のパパ2（チャーリー・ベイカー）

マット・デイモン
- オーシャンズシリーズ（ライナス・コールドウェル）※ソフト版
  - オーシャンズ11
  - オーシャンズ12
  - オーシャンズ13

- ディパーテッド（コリン・サリヴァン）

#### 映画
- アタック・ナンバーハーフ2 全員集合!（モン〈サハーパープ・ウィーラカーミン〉）
- 穴（マイク・スティール〈デズモンド・ハリントン〉）
- あの日の指輪を待つきみへ（テディ・ゴードン〈スティーヴン・アメル〉）
- アベンジャーズ（メッセンジャー）
- アマロ神父の罪（アマロ神父〈ガエル・ガルシア・ベルナル〉）
- アルファ・ドッグ 破滅へのカウントダウン（フランキー・バレンバッハー〈ジャスティン・ティンバーレイク〉）
- アンダーカヴァー（ジョセフ・グルシンスキー〈マーク・ウォールバーグ〉）
- アントワン・フィッシャー きみの帰る場所（アントワン・フィッシャー〈デレク・ルーク〉）
- 頭文字D THE MOVIE（高橋涼介〈エディソン・チャン〉）
- インビジブル・ターゲット（チャン刑事〈ニコラス・ツェー〉）
- エバーラスティング 時をさまようタック（マイルズ・タック）
- オン・エッジ 19歳のカルテ（ジョナサン・ブリーチ〈キリアン・マーフィー〉[19]）
- 輝ける女たち（ニノ・ベンサレム）
- 噛む女（ジャック〈ジェイソン・ミューズ〉）
- キャビン・フィーバー（ポール〈ライダー・ストロング〉）
- キング・アーサー（ガラハッド〈ヒュー・ダンシー〉）
- クルーエル・インテンションズ3（パトリック）
- ケリー・ザ・ギャング（ジョセフ・バーン〈オーランド・ブルーム〉）
- 拳神 KENSHIN（クァン〈ワン・リーホン〉）
- コーラス
- 恋は負けない（ノア〈ジミ・シンプソン〉）
- ザ・スカルズ 秘密結社:権力の図式（ブライアン・ケリー）
- ザ・プロテクター（カープ〈スコット・アドキンス〉）
- サンシャイン 2057（メイス〈クリス・エヴァンス〉）
- ジェイソンZ（コール〈スコット・ウェインガー〉）
- ジェシー・ジェームズの暗殺（チャーリー・フォード〈サム・ロックウェル〉）
- ジェネックス・コップ2（エイリアン〈サム・リー〉）
- シックハウス（スティーヴ〈アンドリュー・ノット〉）
- シビル・ガン/楽園をください（ピット・マッキーソン〈ジョナサン・リース＝マイヤーズ〉）
- ジャスト・マリッジ（トム・リーザック〈アシュトン・カッチャー〉）
- シャッター（ベンジャミン・ショー〈ジョシュア・ジャクソン〉）
- 人生は、時々晴れ（ジェイソン〈ダニエル・メイズ〉）
- スカーレット・ディーバ（カーク）
- スターリングラード（ヴァシリ・ザイツェフ〈ジュード・ロウ〉）※日本テレビ版
- スタンド・バイ・ミー（デニー・ラチャンス〈ジョン・キューザック〉）※BD版
- ステップ・アップ2:ザ・ストリート（チェイス〈ロバート・ホフマン〉）
- スネーク・フライト（ショーン・ジョーンズ〈ネイサン・フィリップス〉）
- スノーホワイト/白雪姫（アルフレッド王子）※ソフト版
- スモーキング・ハイ（ソール・シルバー〈ジェームズ・フランコ〉）
- S.W.A.T.（ジム・ストリート〈コリン・ファレル〉[20]）※日本テレビ版
- セルラー（ライアン〈クリス・エヴァンス〉）※テレビ朝日版
- その土曜日、7時58分（ハンク・ハンソン〈イーサン・ホーク〉）
- そんな彼なら捨てちゃえば?（ベン・ガンダース〈ブラッドリー・クーパー〉）
- ダージリン急行（ジャック〈ジェイソン・シュワルツマン〉）
- 父親たちの星条旗（ジョン・“ドク”・ブラッドリー〈ライアン・フィリップ〉）
- 月のひつじ（グレン・ラサム〈トム・ロング〉）
- テキサス・チェーンソー ビギニング（ディーン〈テイラー・ハンドリー〉）
- デスパレート 愛されてた記憶（マオ・ジェ〈ニコラス・ツェー〉）
- 鉄板スポーツ伝説（ランス・トルーマン〈マシュー・ローレンス〉）
- ドッグ・バイト・ドッグ（パン〈エディソン・チャン〉）
- トップガン（マーリン〈ティム・ロビンス〉）※ソフト版
- ドリーマーズ（マシュー〈マイケル・ピット〉）
- トロイ（パトロクロス〈ギャレット・ヘドランド〉）※テレビ朝日版
- 南極物語（チャーリー・クーパー〈ジェイソン・ビッグス〉）
- ノイズ（サム〈サム・リー〉）
- パール・ハーバー（ダニー・ウォーカー〈ジョシュ・ハートネット〉）※テレビ朝日版
- バタフライ・エフェクト2（ニック・ラーソン〈エリック・ライヴリー〉）
- 花都大戦 ツインズ・エフェクトII（コール〈チェン・ボーリン〉）
- ビタースウィート（カルロス）
- ビバリーヒルズ・チワワ（サム）
- ブギーマン（ティム〈バリー・ワトソン〉）
- プライド 栄光への絆（クリス・カマー〈リー・トンプソン・ヤング〉）
- フライト・オブ・フェニックス（デイヴィス〈ジャレッド・パダレッキ〉）
- フライボーイズ（エディー・ビーグル〈デヴィッド・エリソン〉）
- ブラインドネス（第三病棟の王〈ガエル・ガルシア・ベルナル〉）
- ブラザー・サン シスター・ムーン（フランチェスコ〈グラハム・フォークナー〉）
- ブラックブック（ロブ・マールデリンク〈ミキール・ハースマン〉）
- ブラックホーク・ダウン（マット・エヴァーズマン二等軍曹〈ジョシュ・ハートネット〉）※ソフト版
- フランドル（モルダック）
- BULLY ブリー（マーティ・プッチオ〈ブラッド・レンフロ〉）
- プリティ・プリンセス2/ロイヤル・ウェディング（ニコラス・デヴロー卿〈クリス・パイン〉）
- フリントストーン2/ビバ・ロック・ベガス
- 不倫の残り香（ジミー・ミュラート〈ピーター・ファシネリ〉）
- フレディVSジェイソン（ウィル・ローリンズ〈ジェイソン・リッター〉）※テレビ東京版
- ペネロピ（マックス・カンピオン〈ジェームズ・マカヴォイ〉）
- ヘル・ファイヤー（ジャック・グリフィン船長〈ビリー・ワーロック〉）
- 僕はラジオ（ジョニー・クレイ）
- ホット・チック（ジェイク〈エリック・クリスチャン・オルセン〉）
- ホワイト・インフェルノ（アレックス・ライリー）
- マーサの幸せレシピ
- マイ・ベイビーズ・ダディ（ドミニク〈マイケル・インペリオリ〉）
- マイ・ラブリー・フィアンセ（フランソワ・ルコンビエ〈アレクシ・ロレ〉）
- マナツの冒険/黄金の石盤（マーク・ミックラー）
- ミーン・ガールズ（アーロン・サミュエルズ）
- ミスティック・リバー（ブレンダン・ハリス）
- ミステリー・ツアー（ホァン〈スティーヴ・レミー〉）
- M:i:III（デクラン・ゴームリー〈ジョナサン・リース＝マイヤーズ〉）※劇場公開版
- ミュージック・オブ・ハート（19歳のナイーム）
- ランダウン ロッキング・ザ・アマゾン（トラヴィス・アルフレッド・ウォーカー〈ショーン・ウィリアム・スコット〉）※テレビ東京版
- ラストキス（クリス〈ケイシー・アフレック〉）
- ラッキー・ガール（ジェイク・ハーディン〈クリス・パイン〉）
- リトル・ダンサー（トニー・エリオット）※DVD版
- REC/レック（パブロ）
- ロッキー・ザ・ファイナル（ロバート・バルボア・ジュニア〈マイロ・ヴィンティミリア〉）
- ワールド・トレジャー/聖なる予言（ジョン・ウッドソン）
- ワイルドシングス2（ジュリアン）
- わすれな草（スモーキー〈ニコラス・ツェー〉）

#### ドラマ
- アリー my Love シーズン4（ジャクソン・デューパー〈テイ・ディグス〉）
- ある素敵な日（ソ・ゴン〈コン・ユ〉）
- ER緊急救命室
  - シーズン9 #1（コリン〈マイケル・ミューニー〉）
  - シーズン10（ニック・クーパー〈グレン・ハワートン〉）
- IT ※NHK-BS2版
- WITHOUT A TRACE/FBI 失踪者を追え!
  - シーズン2 #11（ヒロシ）、 #14（デュエイン）
  - シーズン3 #4（アンソニー）
- OZ/オズ（ディノ・オルトラーニ〈ジョン・セダ〉）
- カンフーサッカー（ファー・ロンイン）
- キツネちゃん、何しているの?（パク・チョルス〈チョン・ジョンミョン〉）
- グリーンローズ（イ・ジョンヒョン〈コ・ス〉）
- クローザー（デビッド・ガブリエル〈コリー・レイノルズ〉）※シーズン3まで
- コーヒープリンス1号店（チェ・ハンギョル〈コン・ユ〉）
- ゴシップガール（カーター・ベイゼン〈セバスチャン・スタン〉）※シーズン1
- サブリナ（ブラッド）
- CSI:マイアミ（エリック・デルコ〈アダム・ロドリゲス〉）※シーズン6まで
- スポットライト（ソ・ウヒョン〈キム・ジョンウク〉）
- ソロリティΦフォーエバー（マシュー）
- ダークエイジ・ロマン 大聖堂
- ダメージ（デービッド・コナー〈ノア・ビーン〉）※シーズン1
- デッド・ゾーン（ブルース・ルイス〈ジョン・L・アダムス〉）
- 天国の階段（ハン・テファ〈イ・ワン〉）
- 天国の樹（ハン・ユンソ〈イ・ワン〉）
- ドーソンズ・クリーク（ペイシー・ウィッター〈ジョシュア・ジャクソン〉）
- ドクター・フー（キャプテン・ジャック・ハークネス〈ジョン・バロウマン〉）
- バイオニック・ウーマン（ウィリアム・アンソロス〈クリス・バワーズ〉）
- ハロー!スーザン（トッド・スタイツ〈デビッド・ストリックランド〉）
- パワーレンジャー・ターボ（ビスロン）
- パワーレンジャー・ライトスピード・レスキュー（ライアン・ミッチェル / タイタウムレンジャー〈レット・フィッチャー〉）
- 犯罪捜査官ネイビーファイル（マクバーニー少佐）
- HEROES/ヒーローズ（ピーター・ペトレリ〈マイロ・ヴィンティミリア〉）※シーズン3 第47話まで
- 火の鳥（ソ・ジョンミン〈エリック〉）
- 秘密情報部トーチウッド（キャプテン・ジャック・ハークネス〈ジョン・バロウマン〉）
- ホテル・バビロン（チャーリー・エドワーズ〈マックス・ビーズリー〉）

#### アニメ
- アイス・エイジ
- アトランティス 失われた帝国
- アトランティス 帝国最後の謎（マイロ・サッチ）
- シャーク・テイル
- スピリット
- チキン・リトル
- ティーン・タイタンズ（マルキオール）
- トイ・ストーリー2
- 美女と野獣 ベルの素敵なプレゼント

### 特撮
- 劇場版 さらば仮面ライダー電王 ファイナル・カウントダウン（2008年、ファントムイマジンの声）

### 舞台
- 父帰る（新二郎）
- わが青春のマリアンヌ（ピエール）
- テアトル・エコー公演
  - 病は気から（1998年）
  - ざ・ちぇんじ！（2000年）
  - 青年がみな死ぬ時（2002年）